# پیاسکی ۱۶-اچ
پیاسکی ۱۶-اچ رهیاب (به انگلیسی: Piasecki 16H Pathfinder) یک بالگرد آمیخته بود که برای نخستین بار در سال ۱۹۶۲ پرواز کرد. از این محصول تنها یک فروند تولید شد و پس از پژوهش و بروزرسانی پروژه به پایان رسید. بر اساس طراحی فرانک پیاسکی، در پشت یک بالگرد معمولی، از یک فن کانال‌دار برای ایجاد رانش بیشتر و افزایش سرعت کمک گرفته شده‌است. تجربیات بدست آمده از این پیش‌نمونه به طرح پیاسکی ایکس-۴۹ انجامید که کماکان در دست بررسی است.

## مشخصات
داده‌ها از U.S. Army Aircraft Since 1947
ویژگی‌های عمومی
- خدمه: دو خلبان
- ظرفیت: تا بیشینهٔ ۶ سرنشین
- طول: ۳۷ فوت ۳ اینچ (۱۱٫۴ متر)
- پهنای بال: ۳۲ فوت ۱۰ اینچ (۱۰٫۰ متر)
- ارتفاع: ۱۱ فوت ۴ اینچ (۳۴۵ متر)
- وزن خالی: ۴٬۸۰۰ پوند (۲٬۱۶۵ کیلوگرم)
- وزن ناخالص: ۱۰٬۸۰۰ پوند (۴٬۸۷۰ کیلوگرم)
- پیشرانه: ۱ عدد  General Electric T58-GE-8 turboshaft, ۱٬۲۵۰ hp (۹۳۰ kW)
- قطر روتور اصلی:  ۴۴ فوت ۰ اینچ (۱۳٫۴ متر)

عملکرد
- حداکثر سرعت: ۲۳۰ مایل بر ساعت (۳۷۰ کیلومتر بر ساعت، ۲۰۰ گره)
- سرعت کروز: ۱۷۵ مایل بر ساعت (۲۸۰ کیلومتر بر ساعت، ۱۵۲ گره)
- بُرد: ۹۵۰ مایل (۱٬۵۳۰ کیلومتر، ۸۳۰ مایل دریایی)
- حداکثر ارتفاع: ۱۸٬۷۰۰ فوت (۵٬۷۰۰ متر)